# Voz sobre LTE

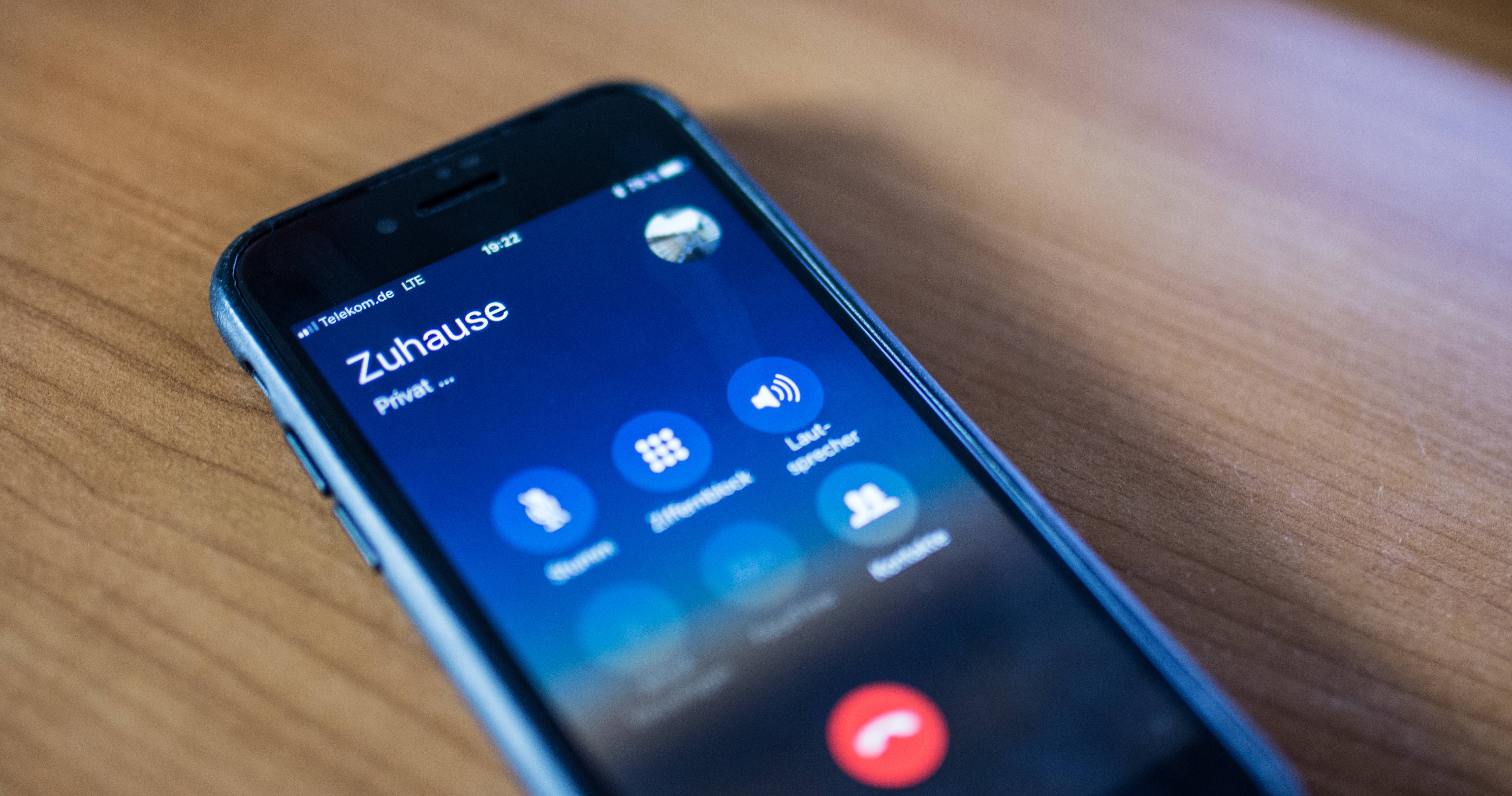
Llamada telefónica VoLTE en un iPhone con iOS 11.3

VoLTE es un acrónimo para Voz sobre LTE (del inglés Voice over LTE), que se basa en el Subsistema Multimedia IP (IMS) de la red, con perfiles específicos para el control y planes multimedia del servicio de voz  LTE definido por la GSMA en el PRD de IR.92. El resultado se enfoca en el servicio de voz (control y planes multimedia) que se entregan como flujos de datos dentro del portador de datos LTE. Esto significa que no hay dependencia (o en última instancia, la necesidad) de una red de voz por conmutación de circuitos legada que deba ser mantenida. VoLTE tiene hasta tres veces más capacidad de voz y datos que el 3G UMTS y hasta seis veces más que el 2G GSM. Además, se libera ancho de banda debido a que las cabeceras de paquetes mizar.

## Historia
En mayo de 2014, Singtel presentó al mundo el primer servicio comercial "completo" de servicio VoLTE en Singapur, en un principio sólo para ser usado en la serie del Galaxy Note 3, que fue posteriormente ampliado hacia la serie del Samsung Galaxy S6, iPhone 6s, LG G4 y Sony Xperia Z3+ .
En junio de 2014, KT mostró al mundo el primer servicios de itinerancia transfronterizo basado en Voz sobre LTE. El operador de corea del Sur asociado con China Mobile para desarrollar servicios VoLTE de itinerancia.
En octubre de 2014, China Mobile, KPN e iBasis implementaron con éxito el primer roaming internacional de VoLTE entre operadores de telefonía móvil basado en IMS de arquitectura de ruptura local con sistemas de enrutamiento caseros.
En noviembre de 2014, Verizon y AT&T anunciaron que ambas empresas estaban permitiendo conexiones VoLTE-a-VoLTE entre sus respectivos clientes. Se espera que la interoperabilidad VoLTE entre los clientes de Verizon y AT&T esté disponible en 2015. Pruebas y diseño son realizadas entre ambas compañías, usando redes de terceros, tales como Alcatel-Lucent.
El 11 de julio de 2015, SEATEL Camboya han anunciado el primer comercial del mundo de servicio VoLTE 100% sin 2G/3G en Camboya.
El 16 de septiembre de 2015, Telstra anunció que había comenzado a habilitar VoLTE a través de su red, incluyendo las llamadas a la Red Nacional de banda ancha y de negocios y servicios de la empresa con auriculares HD.

## Implementación
Una lista de comerciales de implementaciones VoLTE en todo el mundo se puede encontrar en el artículo anterior.
Para planes de implementaciones VoLTE debe ver Informe de Evolución GSA a LTE - estado global de VoLTE (Página 87ff).
El despliegue de VoLTE requiere una calidad de servicio y parámetros de latencia que no son sencillos de alcanzar, para poder cumplir con el lanzamiento de LTE, es normal que las operadoras telefónicas opten por la solución de VoLGA, pero en el corto/medio plazo serán el 100% VoLTE.

Se prevé que casi el 56 % de los suscriptores de telefonía celular relacionada con LTE van a utilizar servicios VoLTE a finales de 2019.
Aunque la red LTE proporciona un marco para la aplicación de QoS al nivel de aplicación, la nueva tecnología de señalización no es una verdadera garantía de la calidad de la llamada. Para garantizar una experiencia valedera del cliente, las operadoras necesitan verificar la calidad real experimentada por los abonados que hayan comprado servicios de VoLTE, para que puedan tomar medidas inmediatas si la calidad no es tan alta como se pretendía o se esperaba. En pocas palabras, existe una diferencia significativa entre la aplicación de la prioridad del tráfico y la verificación de lo que en la actualidad veremos que se denomina “calidad de la experiencia” (QoE) del suscriptor.
Beneficios de VoLTE
VoLTE ofrece importantes beneficios tanto para los usuarios como para los operadores de redes. Un estudio de investigación independiente de Signals Investigación Group analizó el rendimiento de VoLTE en una operación comercial con visibilidad de acceso de radio, básico e IMS (IP Multimedia Subsystem), incluyendo la funcionalidad VoLTE primaria. El informe evaluó el tiempo de establecimiento de llamada, la confiabilidad, la calidad, las necesidades de recursos de la red y el impacto sobre la vida de la batería del dispositivo. El estudio arrojó las siguientes perspectivas:
- La calidad de las llamadas de VoLTE superó con creces la de la voz en conmutación de circuitos 3G y fue mensurablemente más alta que el servicio de voz de alta definición que ofrece Skype.
- Con carga de la red (es decir, compitiendo contra alto volumen de tráfico), y en particular con las aplicaciones en segundo plano que se ejecutan en el teléfono móvil y la transferencia de datos con la red, los resultados de VoLTE fueron considerablemente mejores que los de Skype.
- El tiempo de establecimiento de llamada por VoLTE fue casi dos veces más rápido que para el establecimiento de llamada en 3G (en VoLGA).
- VoLTE utilizó esencialmente menos recursos de red que la voz de Skype, lo que a su vez dio lugar a una vida estimada más prolongada de la batería del dispositivo para el abonado y una red más eficiente para las operadoras.
- Al salir de la cobertura de LTE, las llamadas de VoLTE fueron transferidas con éxito como voz de circuitos conmutados en 3G, asegurando que las llamadas continuaran sin interrupción.

Así, en última instancia los suscriptores se benefician de una experiencia de alta calidad y mayor duración de la batería del dispositivo, mientras que los operadores disfrutan de una mayor eficiencia en la entrega y de suscriptores más felices.
VoLTE se basa en dos normas 3GPP presentadas por separado: Subsistemas multimedios IP (IP Multimedia Subsystems - IMS), introducidos por primera vez en la versión 5 UMTS de 3GPP; y LTE, que fue introducida por primera vez en la versión 8 UMTS de 3GPP. IMS no depende de la existencia de LTE ni LTE depende de IMS, pero VoLTE puede ser concebido como un proceso que combina IMS y LTE para crear un entorno capaz de dar soporte a tráfico de voz de alta calidad en una red de paquetes de datos compartida.
La red IMS es la tecnología líder empleada hoy en día para las llamadas VoIP sobre una red LTE en el sentido de que es IMS el que reconoce la necesidad de condiciones especiales de red necesarias para dar soporte al tráfico de voz. La red LTE recibe instrucciones de la red IMS usando el Protocolo de Iniciación de Sesión (SIP) como protocolo de señalización, para establecer conexiones de llamada con la QoS apropiada. Con VoLTE, IMS dirige a LTE para establecer el entorno de QoS deseado e inicia la llamada de voz. IMS también notifica a LTE cuando la llamada se ha terminado, y dirige a LTE para que cierre el entorno especial para voz.
Retomando el tema de la calidad, existe un parámetro fundamental denominado “Identificador de clase de QoS” (QCI) que especifica el nivel de latencia aceptable para diferentes tipos de tráfico, como se muestra en la siguiente figura, y es descrito en una Plantilla de Flujo de Tráfico (TFT:Traffic Flow template) activada por el elemento denominado PCRF que trataremos más adelante.

## Dispositivos
| Dispositivos Móviles con soporte para VoLTE | Dispositivos Móviles con soporte para VoLTE | Dispositivos Móviles con soporte para VoLTE |                     |
| Marca                                       | Nombre                                      | Nota                                        |                     |
| ------------------------------------------- | ------------------------------------------- | ------------------------------------------- | ------------------- |
| Apple                                       | iPhone 6 o posterior                        | [ 14 ]                                      |                     |
| Apple                                       | Andromax                                    | R2                                          | [ 15 ]              |
| Apple                                       | Andromax                                    | E2                                          | [ 16 ]              |
| Apple                                       | BlackBerry                                  | Priv                                        | [ 17 ]              |
| Apple                                       | Fujitsu                                     | Arrows NX                                   | F-02G, F-05F, F-04G |
| HTC                                         | Desire 524                                  | [ 19 ]                                      |                     |
| HTC                                         | Desire 526                                  | [ 19 ]                                      |                     |
| HTC                                         | Desire EYE                                  | [ 20 ]                                      |                     |
| HTC                                         | J butterfly                                 | HTV31                                       |                     |
| HTC                                         | One (M8)                                    | [ 22 ]                                      |                     |
| HTC                                         | One M9                                      | [ 23 ]                                      |                     |
| Huawei                                      | Ascend D2 LTE                               | [ 24 ]                                      |                     |
| Huawei                                      | Ascend P7                                   | [ 25 ]                                      |                     |
| iida                                        | INFOBAR A03                                 | [ 26 ]                                      |                     |
| Kyocera                                     | BASIO                                       | [ 27 ]                                      |                     |
| Kyocera                                     | TORQUE G02                                  | [ 28 ]                                      |                     |
| Kyocera                                     | URBANO V01                                  | [ 29 ]                                      |                     |
| Kyocera                                     | URBANO V02                                  | [ 30 ]                                      |                     |
| LG                                          | Disney Mobile en docomo                     | DM-01G                                      |                     |
| LG                                          | G Flex G Flex 2                             | [ 31 ]                                      |                     |
| LG                                          | G Pro                                       | F240S                                       |                     |
| LG                                          | G2                                          | [ 32 ]                                      |                     |
| LG                                          | G3                                          | [ 33 ]                                      |                     |
| LG                                          | G4                                          | [ 19 ]                                      |                     |
| LG                                          | isai vivid                                  | LGV32                                       |                     |
| LG                                          | isai VL                                     | LGV31                                       |                     |
| LG                                          | Lancet                                      | [ 19 ]                                      |                     |
| LG                                          | Optimus GX                                  | F310L                                       |                     |
| LG                                          | Optimus LTE 2                               | F160LV                                      |                     |
| LG                                          | Optimus LTE III                             | F260S                                       |                     |
| LG                                          | Optimus Vu II                               | F200L                                       |                     |
| LG                                          | LG Stylo/LG Stylus                          | LG Stylo/Stylus                             |                     |
| LG                                          | Spirit LTE                                  | Indian Version                              |                     |
| Vu 3                                        | F300                                        |                                             |                     |
| LYF                                         | LYF Earth 1                                 | [ 37 ]                                      |                     |
| LYF                                         | LYF Water 1                                 | [ 38 ]                                      |                     |
| LYF                                         | LYF Water 2                                 | [ 39 ]                                      |                     |
| LYF                                         | LYF Wind 6                                  | [ 40 ]                                      |                     |
| LYF                                         | LYF Flame 1                                 | [ 41 ]                                      |                     |
| Microsoft                                   | Lumia 950                                   | [ 42 ]                                      |                     |
| Microsoft                                   | Lumia 950XL                                 | [ 42 ]                                      |                     |
| Microsoft                                   | Lumia 640                                   | [ 42 ]                                      |                     |
| Microsoft                                   | Lumia 640 XL                                | [ 42 ]                                      |                     |
| Microsoft                                   | Lumia 550                                   | [ 42 ]                                      |                     |
| Microsoft                                   | Lumia 735                                   | [ 19 ]                                      |                     |
| Motorola                                    | Droid Maxx                                  | [ 19 ]                                      |                     |
| Motorola                                    | Droid Mini                                  | [ 19 ]                                      |                     |
| Motorola                                    | Droid Turbo                                 | XT-1254                                     |                     |
| Motorola                                    | Nexus 6                                     | [ 19 ]                                      |                     |
| Moto G (3rd Gen)                            | XT1550                                      |                                             |                     |
| Nokia                                       | Lumia 830                                   | [ 44 ]                                      |                     |
| Pantech                                     | Vega Iron                                   | IM-A870S                                    |                     |
| Pantech                                     | Vega N°6                                    | IM-A860S                                    |                     |
| Pantech                                     | Vega R3                                     | IM-A850L                                    |                     |
| Pantech                                     | Vega Secret Note                            | IM-A890S                                    |                     |
| Samsung                                     | Galaxy Avant                                | [ 45 ]                                      |                     |
| Samsung                                     | Galaxy Core Prime                           | [ 19 ]                                      |                     |
| Samsung                                     | Galaxy Golden                               | SHV-E400                                    |                     |
| Samsung                                     | Galaxy Grand                                | SHV-E270                                    |                     |
| Samsung                                     | Galaxy Light                                | [ 31 ]                                      |                     |
| Samsung                                     | Galaxy Note II LTE                          | SHV-E250S                                   |                     |
| Samsung                                     | Galaxy Note 3                               | [ 3 ] [ 46 ]                                |                     |
| Samsung                                     | Galaxy Note 4                               | [ 47 ]                                      |                     |
| Samsung                                     | Galaxy Note 5                               | [ 48 ]                                      |                     |
| Samsung                                     | Galaxy Note 10.1 LTE                        | [ 24 ]                                      |                     |
| Samsung                                     | Galaxy Note Edge                            | SC-01G                                      |                     |
| Samsung                                     | Galaxy Pop                                  | SHV-E220S                                   |                     |
| Samsung                                     | Galaxy Round                                | SM-G910S                                    |                     |
| Samsung                                     | Galaxy S III LTE                            | SHV-E210                                    |                     |
| Samsung                                     | Galaxy S4                                   | SCH-R970C                                   |                     |
| Samsung                                     | Galaxy S4 mini LTE                          | GT-i9195                                    |                     |
| Samsung                                     | Galaxy S4 Zoom                              | SM-C105S                                    |                     |
| Samsung                                     | Galaxy S5                                   | [ 31 ]                                      |                     |
| Samsung                                     | Galaxy S5 Active                            | SC-02G                                      |                     |
| Samsung                                     | Galaxy S6 (Edge)                            | [ 50 ]                                      |                     |
| Samsung                                     | Galaxy S6 Edge+                             | [ 51 ]                                      |                     |
| Samsung                                     | Galaxy S7 (Edge)                            |                                             |                     |
| Samsung                                     | Galaxy S8                                   |                                             |                     |
| Samsung                                     | Galaxy S8 Plus                              |                                             |                     |
| Galaxy Win                                  | SHV-E500S                                   |                                             |                     |
| Sharp                                       | AQUOS CRYSTAL                               | [ 52 ]                                      |                     |
| Sharp                                       | AQUOS CRYSTAL 2                             | [ 52 ]                                      |                     |
| Sharp                                       | AQUOS CRYSTAL X                             | [ 52 ]                                      |                     |
| Sharp                                       | AQUOS EVER                                  | SH-04G                                      |                     |
| Sharp                                       | AQUOS PAD                                   | SH-06F, SH-05G                              |                     |
| Sharp                                       | AQUOS SERIE                                 | SHV32                                       |                     |
| Sharp                                       | AQUOS SERIE mini                            | SHV31                                       |                     |
| Sharp                                       | AQUOS Xx                                    | [ 52 ]                                      |                     |
| Sharp                                       | AQUOS ZETA                                  | SH-01G, SH-04F, SH-03G                      |                     |
| Sharp                                       | Disney Mobile on docomo                     | SH-02G                                      |                     |
| Sony                                        | Xperia A4                                   | SO-04G                                      |                     |
| Sony                                        | Xperia SP M35t                              | [ 24 ]                                      |                     |
| Sony                                        | Xperia Z2                                   | SO-03F                                      |                     |
| Sony                                        | Xperia Z2 Tablet                            | SO-05F                                      |                     |
| Sony                                        | Xperia M4 Aqua Dual                         | SO-06F                                      |                     |
| Sony                                        | Xperia Z3                                   | SO-01G, D6653                               |                     |
| Sony                                        | Xperia Z3 Compact                           | SO-02G                                      |                     |
| Sony                                        | Xperia Z4                                   | SO-03G                                      |                     |
| Sony                                        | Xperia Z4 Tablet                            | SO-05G                                      |                     |

## Calidad de la voz
Para garantizar la compatibilidad, 3GPP exige, al menos, AMR-NB-codec (banda estrecha), pero se recomienda codec de voz para VoLTE es Adaptive Multi-Rate de banda Ancha (AMR-WB), también conocido como Voz HD. Este códec es un mandato de las redes 3GPP que soportan 16 kHz de muestreo.
Fraunhofer IIS ha propuesto y demostrado "Full-HD Voice", una implementación del códec AAC-ELD (Codificación de Audio Avanzada – Mejora de Bajo Retardo) para teléfonos LTE. Mientras que codecs de voz de anteriores teléfonos sólo admiten frecuencias de hasta 3.5 kHz y próximamente servicios de audio de banda ancha denominados como Voz HD de hasta 7 kHz, Voz Full-HD soporta todo el ancho de banda de 20 Hz a 20 kHz. Sin embargo, para poder realizar llamadas de Voz Full-HD punto-a-punto, tanto el receptor de la persona que llama y el destinatario, así como las redes deben soportar esta función.